# Hristo Vidaković
Hristo Vidaković o Risto Vidaković (nascut el 5 de gener de 1969 a Šekovići, Bòsnia, llavors la República Federal Socialista Iugoslava), és un futbolista serbi, ja retirat. Jugava de defensa.

## Trajectòria
La carrera de Vidakovic va començar a l'FK Sarajevo, on va militar de juvenil i en el primer equip entre el 1990 i el 1992, jugant la darrera edició de la lliga de l'antiga iugoslava. Quan va esclatar la Guerra, es va traslladar a l'Estrella Roja de Belgrad, on hi va formar part altres dos anys.
El 1994 és fitxat pel Reial Betis, de la lliga espanyola. Al club sevillà hi està sis anys, jugant un total de 120 partits, fins que la temporada 2000-2001 és traspassat al CA Osasuna, on disputa 19 partits. Només està un any a Pamplona. La temporada següent passa al Polideportivo Ejido, de Segona Divisió, on milita una campanya més abans de penjar les botes el 2002.
Entre el 2006 i 2007 va exercir com assistent de la selecció sèrbia de futbol.

## Selecció
Va jugar en una ocasió, el 1991, amb la selecció de l'antiga República Federal Iugoslava. Després del desmembrament d'aquest país, va retornar al futbol internacional el 1996, amb la selecció de la nova república iugoslava. Hi va disputar vuit partits entre eixe any i el 1998, però al final no va entrar al combinat de la seua nació per al Mundial de França de 1998.